# Dawne polskie przejścia graniczne ze Słowacją
Polskie przejścia graniczne ze Słowacją – miejsca, które powstały w celu ułatwienia ruchu między Polską i Słowacją.
Wszystkie przejścia graniczne na wspólnej granicy zostały zlikwidowane 21 grudnia 2007 w związku z przystąpieniem obu krajów do strefy Schengen, a przekraczanie granicy dozwolone jest w każdym miejscu.
20 grudnia 2007 na granicy Polski i Słowacji znajdowało się 55 przejść granicznych – 52 drogowe (w tym turystyczne) oraz 3 kolejowe.

## Drogowe
- Babia Góra – Babia hora
- Balnica – Osadné
- Barwinek – Vyšný Komárnik
- Blechnarka – Stebnícka Huta
- Bor – Oščadnica-Vreščovka
- Chochołów – Suchá Hora
- Chyżne – Trstená
- Czeremcha – Čertižné
- Eliaszówka – Eliášovka
- Góra Magura – Oravice
- Górka Gomółka – Skalité Serafínov

- Jaśliska – Čertižné
- Jaworki – Litmanová
- Jaworki – Stráňany
- Jaworzynka – Čierne
- Jurgów – Podspády
- Kacwin – Veľká Franková
- Kikula – Kykula
- Konieczna – Becherov
- Korbielów – Oravská Polhora
- Leluchów – Čirč
- Łapszanka – Osturňa
- Łysa Polana – Tatranská Javorina

- Milik – Legnava
- Moczarki – Oravská Polhora
- Muszyna – Legnava
- Muszynka – Kurov
- Niedzica – Lysá nad Dunajcom
- Ożenna – Nižná Polianka
- Pilsko – Pilsko
- Piwniczna – Mníšek nad Popradom
- Piwowarówka – Piľhov
- Przegibek – Vychylovka
- Przełęcz Jałowiecka – Gluchačky

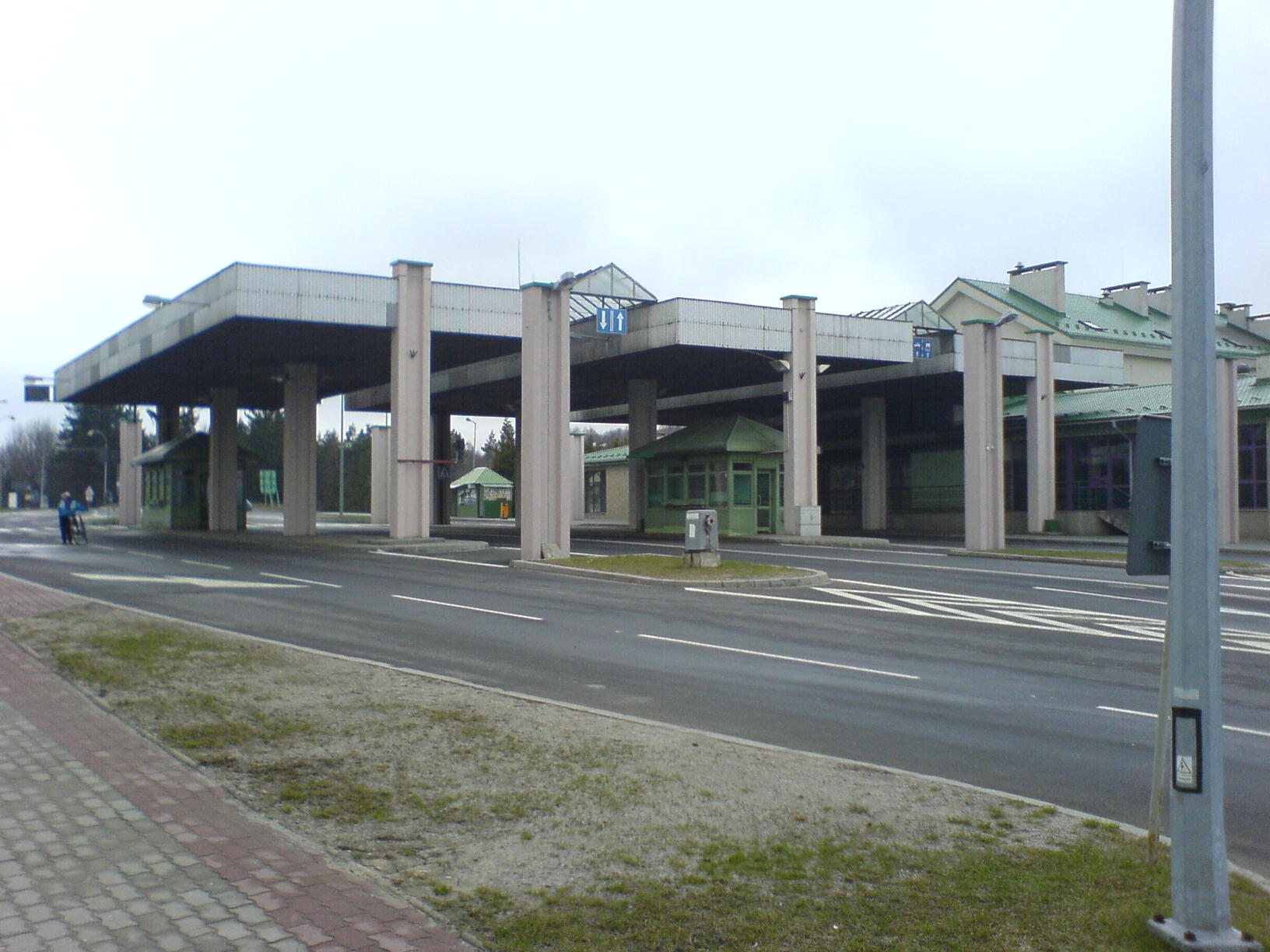
Dawne przejście graniczne Barwinek – Vyšný Komárnik, stan z 11 kwietnia 2008

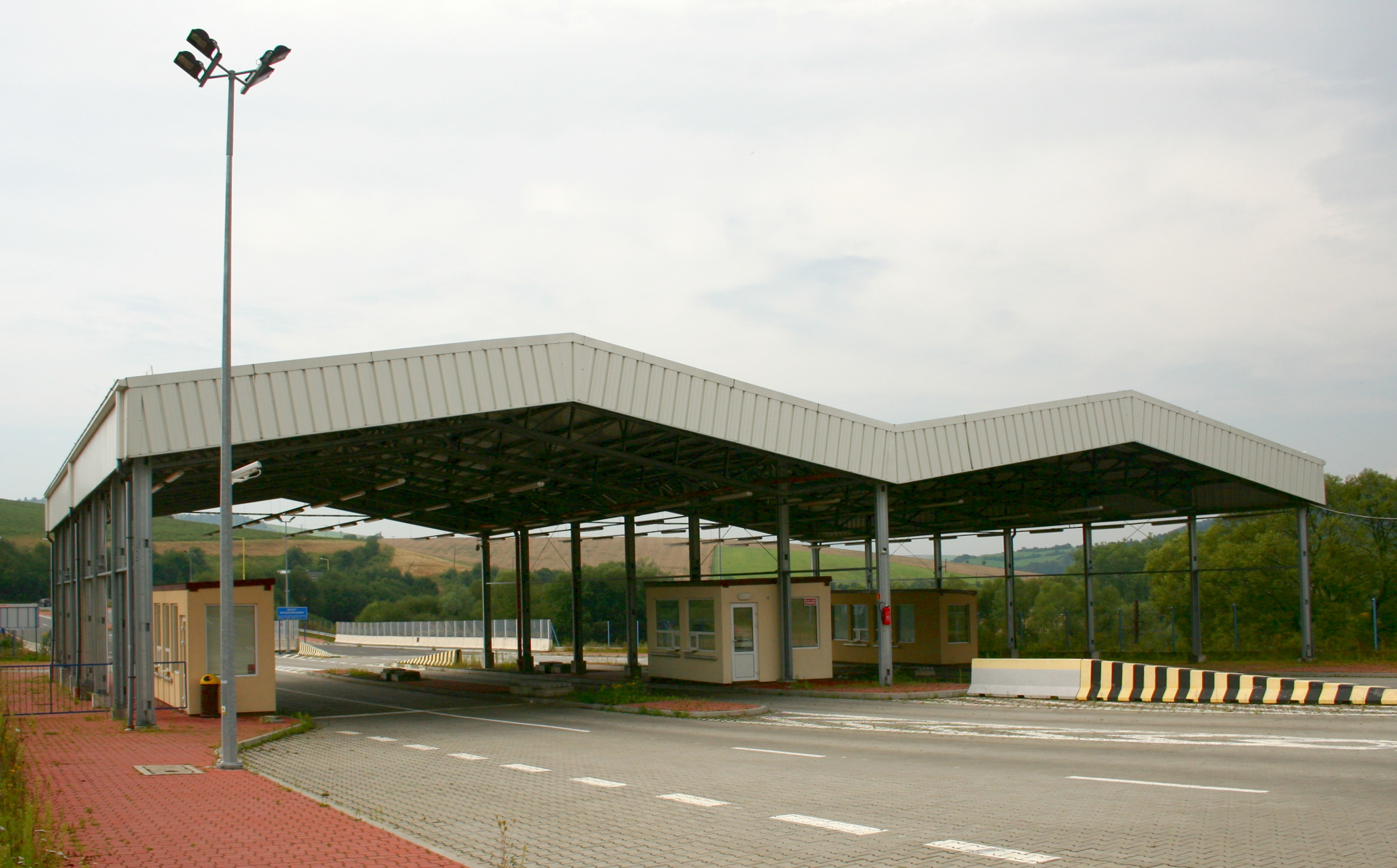
Dawne przejście graniczne Leluchów – Čirč w 2008

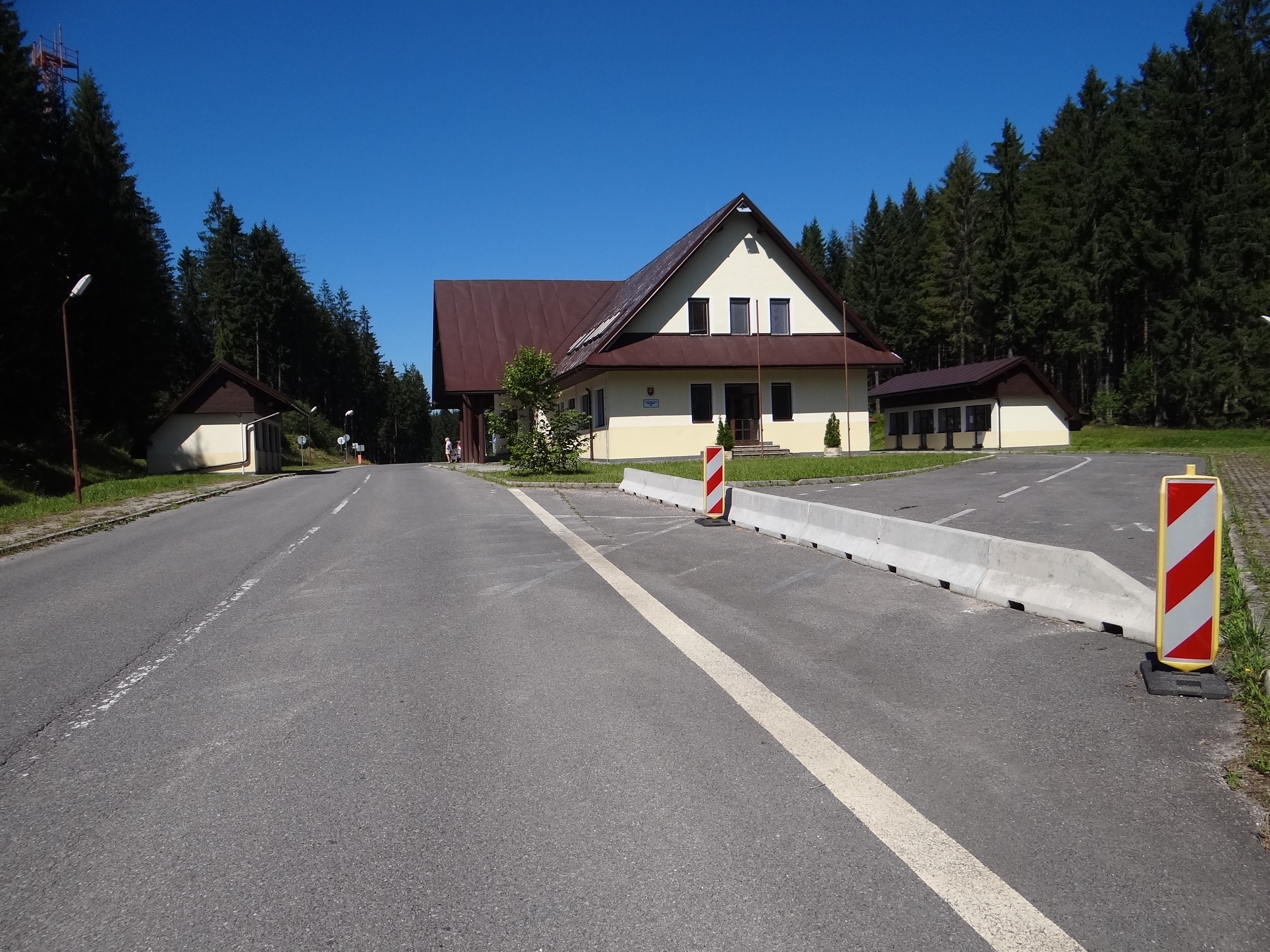
Dawne przejście graniczne Ujsoły – Novoť

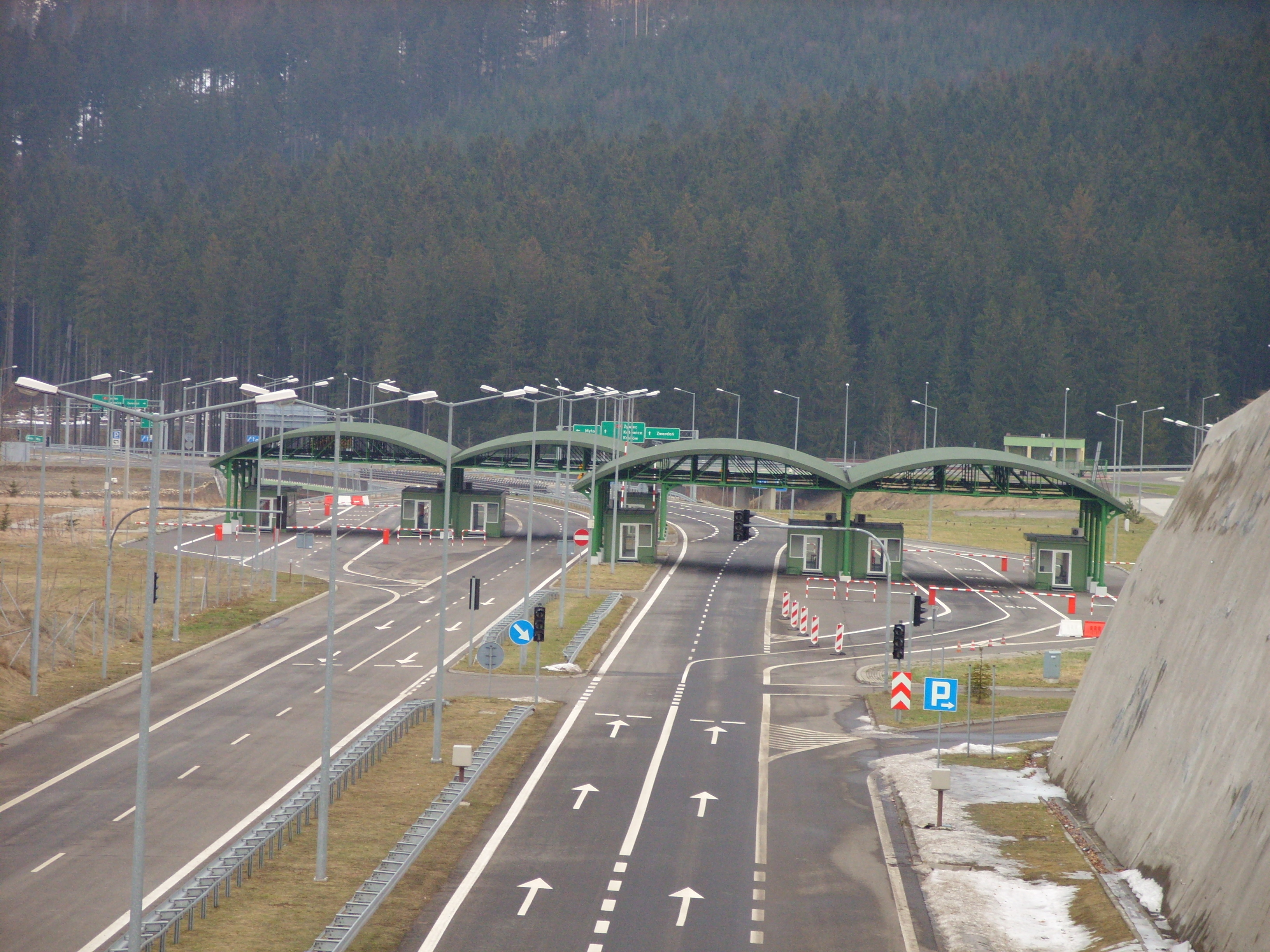
Dawne przejście graniczne Zwardoń-Skalite – nowy terminal wybudowany przy drodze ekspresowej S69

- Przełęcz Przysłop – Stará Bystrica
- Przywarówka – Oravská Polhora
- Radoszyce – Palota
- Roztoki Górne – Ruské Sedlo
- Rycerka – Nová Bystrica
- Rysy – Rysy
- Sromowce Niżne – Červený Kláštor
- Sromowce Wyżne – Lysá nad Dunajcom

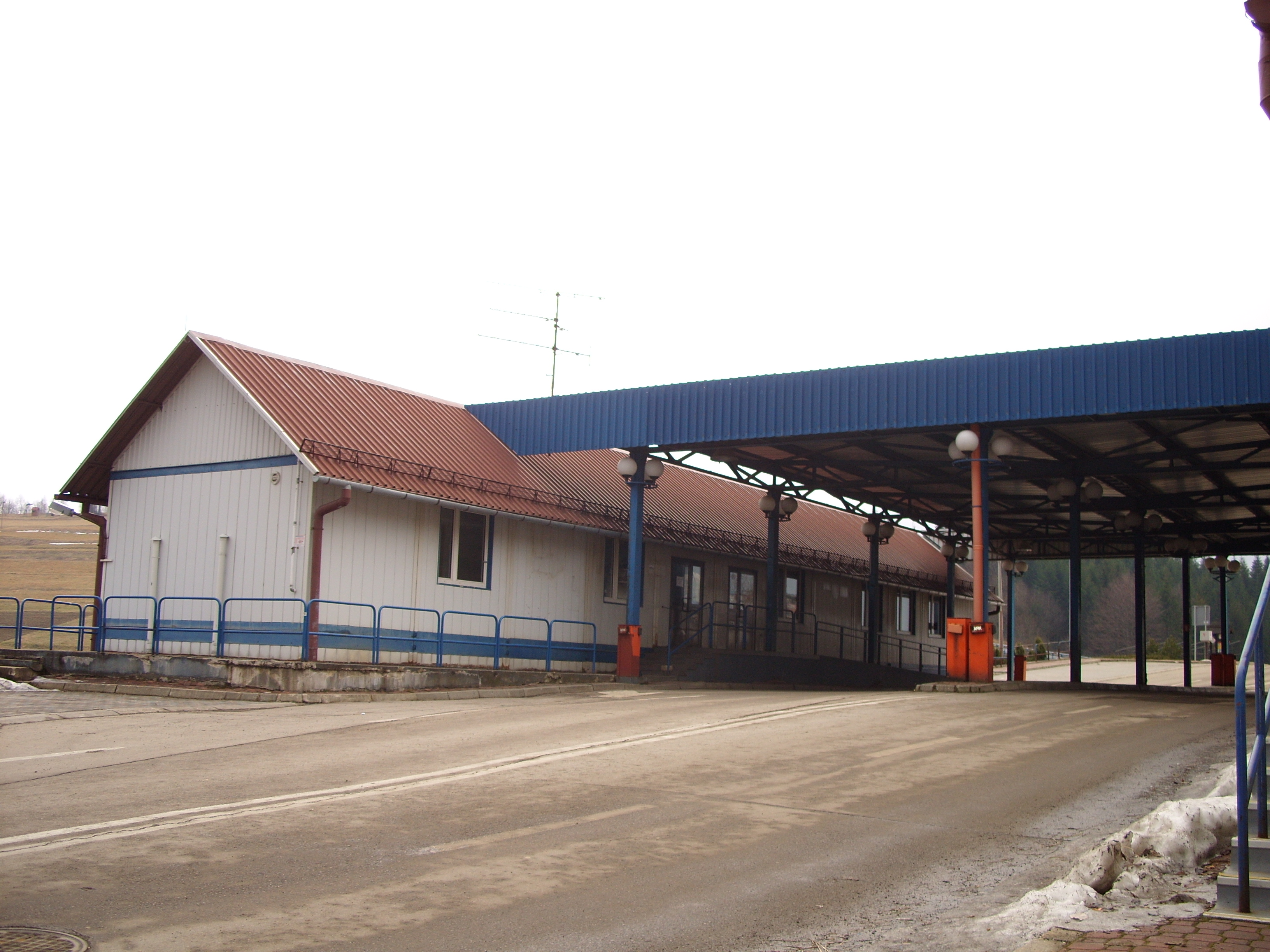
Dawne przejście graniczne Zwardoń-Myto – Skalité

- Szczawnica – Lesnica
- Szlachtowa – Veľký Lipník
- Ujsoły – Novoť
- Wielka Racza – Veľká Rača

- Wierchomla Wielka – Kače
- Winiarczykówka – Bobrov
- Wysowa Zdrój – Regetovka
- Wysowa-Zdrój – Cigeľka
- Zawoja-Czatoża – Oravská Polhora
- Zwardoń – Skalité
- Zwardoń-Myto – Skalité

## Kolejowe
- Łupków – Palota
- Muszyna – Plaveč
- Zwardoń – Skalité